# Michele Bachmann
Michele Marie Amble Bachmann, född 6 april 1956 i Waterloo i Iowa, är en amerikansk republikansk politiker. Hon representerade delstaten Minnesotas sjätte distrikt i USA:s representanthus från 2007 till 2015. Hon var kandidat för den republikanska nomineringen till presidentvalet i USA 2012. Hennes föräldrar var lutheraner av norsk härkomst.
Bachmann utexaminerades 1978 från Winona State University. Hon studerade sedan juridik vid Oral Roberts University och The College of William & Mary. Hon arbetade därefter som advokat. Mellan 2000 och 2003 drev hon företaget Michele Bachmann Mediation LLC.
Bachmann besegrade demokraten Patty Wetterling i kongressvalet i USA 2006. Hon vann två år senare mot Elwyn Tinkleberg.
Bachmann har profilerat sig som motståndare till samkönade äktenskap. Hon har påstått att homo-, bi- och transsexuella lider av sexuella dysfunktioner. Bachmann är kreationist och anser att evolutionslära är "obevisad vetenskaplig teori", samt att skolorna skall lära ut "Intelligent Design", Enligt henne borde kongressen hålla undersökningar mot antiamerikanska personer inom regeringen. Hon kallade sig "a fool for Christ" i samband med att hon förklarade varför hon ville kandidera till kongressen.